# Xiphichilus cylindricum
Xiphichilus cylindricum is een mosselkreeftjessoort uit de familie van de Paradoxostomatidae. De wetenschappelijke naam van de soort is voor het eerst geldig gepubliceerd in 1988 door Ruan & Hao.